# Théodore-Henri Fresson
Théodore-Henri Fresson (Enghien-les-Bains, 18 giugno 1865 – Neuilly-sur-Seine, 15 luglio 1951) è stato un agronomo e fotografo francese.

## Biografia
Agronomo e appassionato fotografo, nel 1899 Fresson presentò alla Société française de photographie le "stampe fotografiche su carta carboncino che possono essere sviluppate senza trasferimento”, cioè la cosiddetta Stampa al carbone, come era avvenuto sino ad allora con il procedimento inventato da Alphonse Poitevin nel 1855 e successivi perfezionamenti.
Sviluppò un processo tecnico-chimico che lo portò a produrre una carta monocromatica con più strati che chiamò "carbone satinato" e che, dopo averlo brevettato, lo vendette in confezioni già pronte presso il suo laboratorio a Dreux grazie anche al lavoro della moglie Maria e dei figli Edmond (1898- 1964) e Pierre (1904-1983). Questa particolare tecnica venne sfruttata particolarmente da alcuni fotografi pittorialisti, in particolare da José Ortiz Echagüe, Léonard Misonne, Robert Demachy, Constant Puyo, Laure Albin-Guillot, Lucien Lorelle, Pierre Jahan.

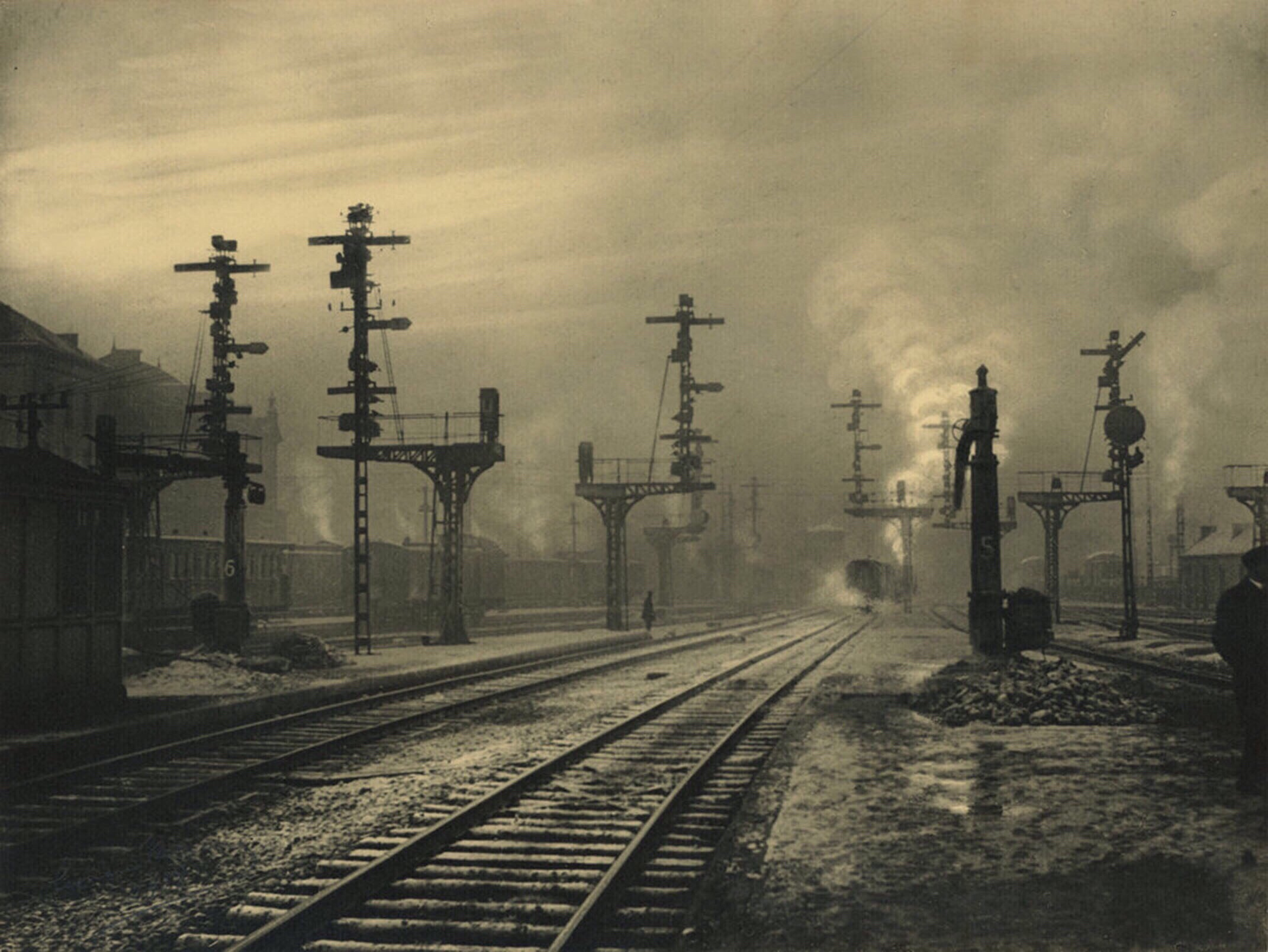
Léonard Misonne, Stazione di Namur, 1938 - stampa al carbone Fresson

Nel 1950, uno dei due figli di Théodore-Henri Fresson, Pierre, lavorò, aiutato dal figlio Michel (1936-2020) per adattare il processo della stampa al carbone anche al colore. Quando si stabilirono a Savigny-sur-Orge nel 1952, Pierre e Michel avviarono dapprima la loro ricerca per trovare la migliore stampa possibile, utilizzando l'ormai collaudato "processo Fresson", prima di essere raggiunti dal figlio di Michel, Jean-François, che si aggregò nel 1978 nell'atelier di famiglia e che proseguì la tradizione. Tuttavia fu solo intorno al 1960 che il colore divenne realtà promosso da giovani grafici e fotografi soprattutto pubblicitari. Dieci anni dopo, iniziarono ad interessarsi anche fotografi artisti come Bernard Plossu che apprezzeranno le possibilità creative del metodo, ma anche il fatto che tale metodo creava copie uniche non riproducibili. Jean-François, senza eredi, è l'ultimo discendente della "dinastia" dell'atelier Fresson, rivela che tra i loro clienti hanno annoverato anche il fotografo di moda Frank Horvat.
Realizzare una stampa Fresson è un processo molto complesso, che richiede sia l'applicazione di strati successivi sulla carta attraverso una speciale macchina costruita dagli stessi Fresson nel 1952 e mai dismessa ma anche l'occhio dello stampatore ed il controllo completo di tutte le operazioni, incidenti compresi, che possono verificarsi. Una stampa può richiedere da due a cinque giorni di lavoro a seconda dei colori: tenui, caldi, sensuali, un po' sfocati, granulosi. Un tipo di "estetica" che a tutti non piace perché sembra trasformare foto mediocri in belle immagini. Viceversa, fotografi come Plossu hanno colto in quel metodo la possibilità di esprimere composizioni impressioniste dove il colore tenue invita lo spettatore all'introspezione e la scelta di piccoli formati aumenta questa preferenza. Plossu si è servito regolarmente dal 1970 di quel laboratorio. Fin dal 1976, per un lungo tempo, si è servito della stampa Fresson anche il fotografo John Batho.